# Irtysj (rivier)
De Irtysj (Tataars: Иртеш; Turks: İrteş ; Chinees: 额尔齐斯河, É'ěrqísī hé;Kazachs: Ертіс, Ertis; Russisch: Иртыш, Irtyš) is een rivier in Azië, die van het Altajgebergte naar de Ob stroomt en samen met deze rivier een van de grootste riviersystemen van de wereld vormt en het op een na langste van Eurazië (5410 km). De rivier stroomt door China, Kazachstan en Rusland, vrijwel steeds in noordwestelijke richting. De monding in de Ob bevindt zich bij Chanty-Mansiejsk: tot dat punt heeft de Irtysj een veel langere weg afgelegd (4248 km) dan de Ob zelf (3176 km). De Ob komt van rechts en voert het water van de Irtysj af naar de Noordelijke IJszee, waarin ze 1162 km noordelijker uitmondt.
Het traject van het Altajgebergte in Noordwest-China (Xinjiang) tot het Zaysanmeer in oostelijk Kazachstan staat bekend onder de naam Zwarte Irtysj (Kara Ertis), het gedeelte na dit meer wordt soms de Witte Irtysj genoemd.
De belangrijkste stad aan de Irtysj is het Russische Omsk, waar de trans-Siberische spoorlijn haar kruist. In Kazachstan zijn Semey (v/h Semipalatinsk) en Pavlodar de voornaamste steden aan de Irtysj.
De voornaamste zijrivieren zijn de Isjim en de Tobol van links, en de Om en de Demjanka van rechts.
In Oost-Kazachstan bevinden zich grote stuwdammen, die uit de jaren vijftig dateren: die van Öskemen (v/h Oest-Kamenogorsk) en die van Boechtarma. Het stuwmeer van Boechtarma vormt één geheel met het Zaysanmeer stroomopwaarts en de dam heeft het waterniveau in dit meer zes meter doen stijgen. De Irtysj wordt ook gebruikt voor de watervoorziening van steden als Astana en Qarağandı en voor de irrigatie van landbouwgebieden in Centraal-Kazachstan, waartoe het Ertis-Qarağandı-kanaal werd aangelegd.

## Chinese plannen en de mogelijke gevolgen
Tegenwoordig baren Chinese plannen om het water van de Zwarte Irtysj intensiever te gebruiken Kazachstan en Rusland zorgen. De Chinese overheid wil namelijk een irrigatiekanaal aanleggen van de Zwarte Irtisj naar de plaats Karamay. Dit kanaal zal waarschijnlijk ongeveer 20% van het water een andere richting doen opstromen. Dit zal volgens wetenschappers een ecologische ramp kunnen worden, daar het systeem nu al vrij fragiel is. Droogtes zullen sneller kunnen optreden en bovendien komt de drinkwatervoorziening van plaatsen aan de rivier in gevaar. Vooral bij de grote stad Omsk, zal dit waarschijnlijk problemen geven. Momenteel worden al vergelijkingen gemaakt qua opdroging en verzilting met de geschiedenis van het Aralmeer.